# Freienbessingen
Freienbessingen ist eine Gemeinde im thüringischen Kyffhäuserkreis. Erfüllende Gemeinde ist die Stadt Ebeleben.

## Lage
Freienbessingen liegt im fruchtbaren Thüringer Becken nordöstlich am Rande der Heilinger Höhen.

## Geschichte
Ein Hügelgrab der Baalberger Kultur liegt in der Bodenwelle zwischen Mittelsömmern, Blankenburg und Freienbessingen. Auf diesem Platz stand später der Galgen. Die erste urkundliche Erwähnung des Ortes war im Jahr 731. In Freienbessingen wird als Ersterwähnung eine Schenkungsurkunde aus dem Jahr 979 betrachtet, in der auch einige umliegende Orte (z. B. Wolferschwenda) erwähnt sind. Dementsprechend wurde im Jahr 2004 die 1025-Jahr-Feier begangen.
Der Ort gehörte bis 1815 zum kursächsischen Amt Langensalza und nach seiner Abtretung an Preußen von 1816 bis 1944 zum Landkreis Langensalza in der Provinz Sachsen. 
Das Rittergut von Freienbessingen war im Mittelalter vermutlich Stammsitz derer von Bissing(en). Im 18. Jahrhundert saßen hier die von Kutzleben. Ende des 19. Jahrhunderts gehörte es Eduard Klemm. Von 1933 bis 1945 stand es im Eigentum des Erfurter Fabrikbesitzers und Rittmeisters a. D. Fritz Wolff (Malzfabrik in Erfurt). Er baute das Gut großzügig weiter aus. Nach der Besetzung durch die Rote Armee erfolgte die entschädigungslose Enteignung. Das Gut wurde VEG. Heute (2012) ist es ein Stiftsgut.
Bei Kampfhandlungen mit den Amerikanern am 10. April 1945 brannte ein deutscher Panzer im Ort aus. Die Besatzung von drei Mann findet sich unter den vier unbekannten deutschen Soldaten auf dem Friedhof in einem Gemeinschaftsgrab.
Südlich von Freienbessingen befand sich in den Heilinger Höhen ein Raketen-Stützpunkt der NVA. Er wurde im Herbst 1990 kurzfristig von der Bundeswehr übernommen, die militärische Einrichtung bauten die ehemaligen NVA-Soldaten noch ab. Dann wurde die „Waldsiedlung“ ein Asylbewerberheim, das 2007 aufgelöst und danach abgerissen wurde.

### Einwohnerentwicklung
Entwicklung der Einwohnerzahl (31. Dezember):
| - 1994: 677 - 1995: 727 - 1996: 686 - 1997: 664 - 1998: 814 - 1999: 896 | - 2000: 956 - 2001: 937 - 2002: 979 - 2003: 1.016 - 2004: 965 - 2005: 871 | - 2006: 736 - 2007: 401 - 2008: 327 - 2009: 315 - 2010: 310 - 2011: 249 | - 2012: 241 - 2013: 224 - 2014: 222 - 2015: 212 - 2016: 222 - 2017: 228 | - 2018: 234 - 2019: 227 - 2020: 223 - 2021: 216 |

Datenquelle: Thüringer Landesamt für Statistik
Der dramatische Rückgang der Einwohnerzahl von 2006 nach 2007 beruht auf der Schließung einer Gemeinschaftsunterkunft für Flüchtlinge im Oktober 2007.

## Persönlichkeiten
- Ludwig von Kutzleben (1803–1875), Rittergutsbesitzer, Abgeordneter der kurhessischen Ständeversammlung
- Carl von Kutzleben (1805–1892), Rittergutsbesitzer, Abgeordneter des Provinziallandtages der Provinz Hessen-Nassau
- Ferdinand Menge (1876–1962), Maler und Grafiker

## Sehenswürdigkeiten
- Kirche St. Mariae aus dem 17. Jahrhundert

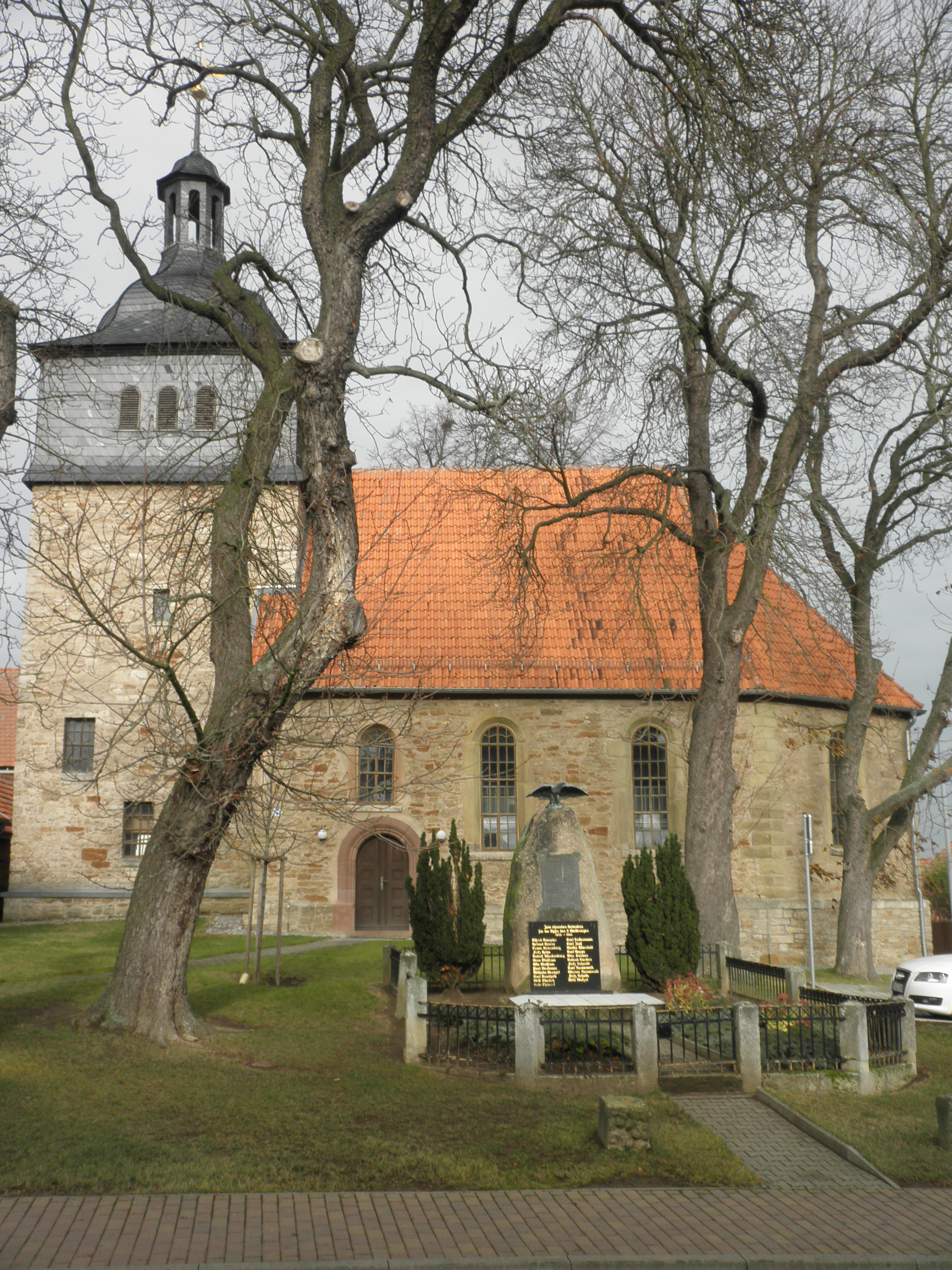
Kirche in Freienbessingen
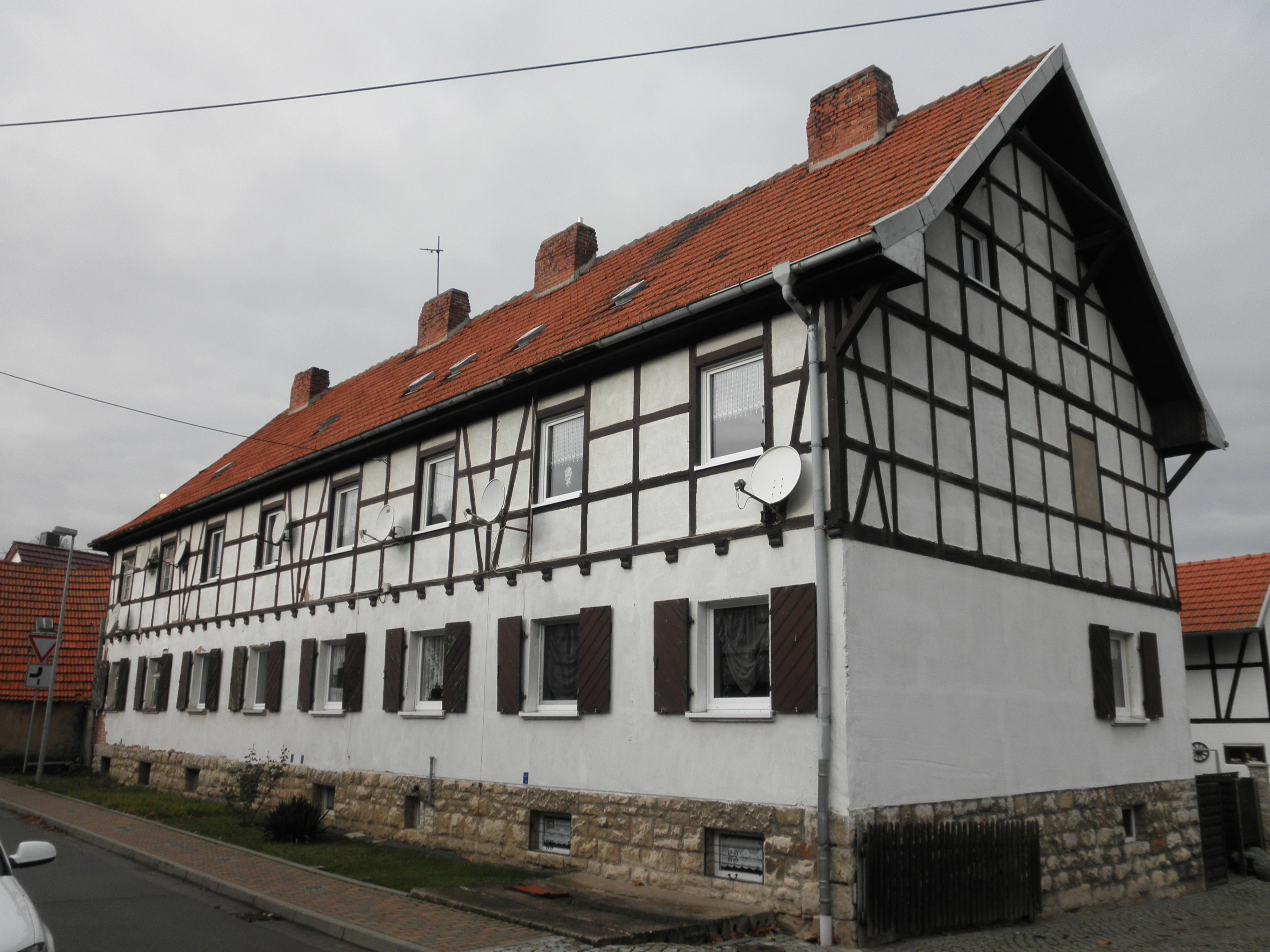
Fachwerkhaus in Freienbessingen
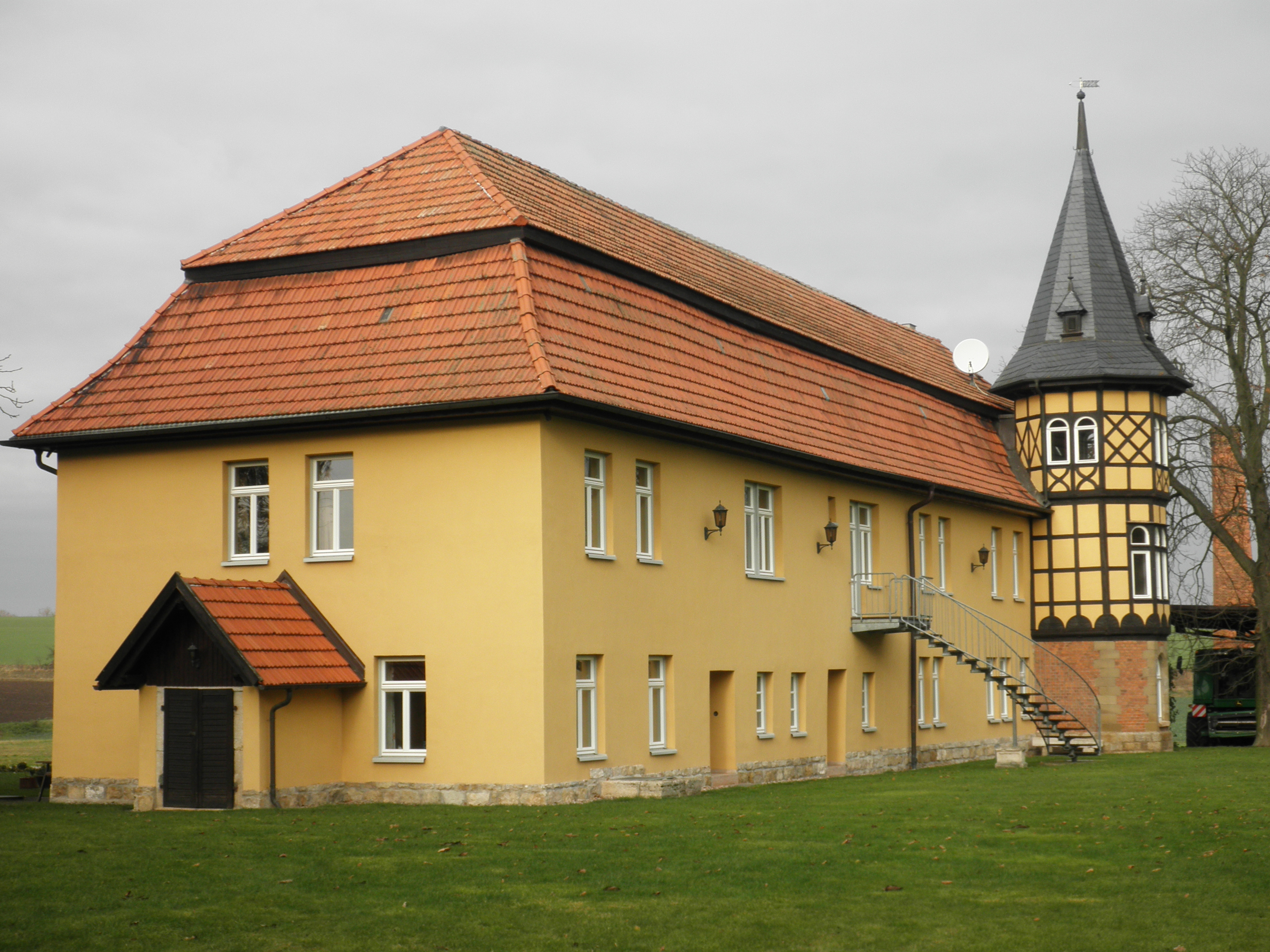
Herrenhaus des Guts in Freienbessingen